# Escut d'Ultramort

Escut oficial d'Ultramort

L'escut d'Ultramort té dos símbols històrics del poble d'Ultramort (Baix Empordà): la creu de Santa Eulàlia, patrona del poble, i una mitra en al·lusió a la jurisdicció feudal del bisbat de Girona que va adquirir el castell de Rupià al segle xiii.

## Escut heràldic
L'escut té el següent blasonament oficial:
| « | Escut caironat: de porpra, un sautor ple de gules rivetat d'argent, acompanyat al cap d'una mitra d'argent embellida d'or. Per timbre, una corona mural de poble. | » |

Va ser aprovat el 7 d'octubre de 1997 i publicat al DOGC el dia 30 del mateix mes amb el número 2507.

## Bandera d'Ultramort
La bandera d'Ultramort té la següent descripció oficial:
| « | Bandera apaïsada, de proporcions dos d'alt per tres de llarg, de porpra, amb l'aspa vermella de l'escut, de gruix 1/9 de l'alçària del drap amb un rivet blanc, de gruix 1/54 de la mateixa alçària, i amb la mitra blanca embellida de groc de l'escut, d'alçària 7/36 de la del drap i amplària 4/27 de la llargària del mateix drap, al centre i a 1/12 de la vora superior. | » |

Va ser aprovada el 13 d'octubre de 2004 i publicada en el DOGC el 28 d'octubre del mateix any dins el número 4249.